# Seymour S. Cohen
Seymour Stanley Cohen (* 30. April 1917 in Brooklyn, New York; † 30. Dezember 2018) war ein US-amerikanischer Biochemiker und Krebsforscher. Cohen gilt als Pionier in der Erforschung der Virusentwicklung und des Einflusses der Viren auf den Zellstoffwechsel. Seine Arbeiten hatten großen Einfluss auf die medikamentöse Behandlung von Krebs und Virusinfektionen.

## Leben
Cohen erwarb 1936 am City College of New York einen Bachelor und 1941 bei Erwin Chargaff an der Columbia University – ebenfalls in New York – mit der Arbeit The Thromboplastic Protein from Lungs einen Ph.D. in Biochemie. Als Postdoktorand arbeitete Cohen beim späteren Nobelpreisträger für Chemie Wendell M. Stanley am Rockefeller Institute über Pflanzenviren, 1942/1943 wiederum an der Columbia University und ab 1943 an der University of Pennsylvania in Philadelphia.
An der University of Pennsylvania erhielt Cohen 1945 eine Stelle als Dozent (Instructor) in Kinderheilkunde und 1947 als Assistant Professor für Biochemie der Kinderheilkunde. 1947/1948 arbeitete Cohen mit einem Guggenheim-Stipendium bei den späteren Nobelpreisträgern André Lwoff und Jacques Monod am Institut Pasteur in Paris und in den Sommern 1951 und 1952 mit einem Stipendium der Lalor Foundation am Marine Biological Laboratory in Woods Hole, Massachusetts. 1950 wurde Cohen an der University of Pennsylvania Associate Professor und 1954 ordentlicher Professor, eine Stellung, die er bis 1971 behielt – unterbrochen von Gastprofessuren 1967 am Institut du Radium und 1970 am Collège de France, beide in Paris.
1971 erhielt Cohen einen Ruf an die University of Colorado Denver als Professor an der dortigen School of Medicine und gleichzeitig als American Cancer Society Research Professor für Mikrobiologie. 1973/1974 war er Fogarty Scholar am National Cancer Institute und 1974 Gastprofessor an der Hadassah Medical School in Jerusalem und an der Universität Tokio. 1976 wechselte Cohen als Professor für Pharmakologische Forschung an die State University of New York at Stony Brook. Auch hier hatte er zusätzlich eine Professur der American Cancer Society. 1982/1983 und 1985 hatte er Aufenthalte am National Humanities Center in North Carolina und 1983 an der Hebräischen Universität Jerusalem. 1985 wurde Cohen emeritiert, hatte 1988 aber noch eine Gastprofessur an der University of California, San Francisco.
Cohen heiratete 1940 Elaine Pear, die 1995 starb. Das Paar hatte zwei Kinder. Cohen lebte zuletzt in Woods Hole.

## Wirken
1945 führte Cohen die erste systematische Untersuchung des Zellstoffwechsels an Zellen durch, die von Viren – hier: Bakteriophagen – infiziert waren, und wie sich Viren vermehren. Cohen beschäftigte sich mit dem thymineless death, dem Phänomen, dass Bakterien, Pilze und Zellen höherer Organismen wie Säugetiere zugrunde gehen, wenn ihnen Desoxythymidintriphosphat fehlt; ein Effekt, der der Wirkung bestimmter Antibiotika, Antimalariamittel oder Krebsmedikamenten zugrunde liegt.
Gemeinsam mit Gerard R. Wyatt entdeckte Cohen 1952, dass bestimmte Bakteriophagen, die E. coli infizieren, 5-Hydroxymethylcytosin (HMC) anstelle von Cytosin in ihre DNA einbauen. 1957 konnten Cohen und Joel G. Flaks zeigen, dass das Enzym, das dieses Pyrimidin einbaut, in nicht-infizierten Zellen nicht vorkommt. Diese Entdeckung machte es möglich, Medikamente zu entwickeln, die gezielt die Virus-Vermehrung hemmen, ohne den Stoffwechsel gesunder Zellen zu beeinflussen.
Cohen entwickelte Abkömmlinge des Adeninarabinosid (Ara-A), eines Zytostatikums, beschäftigte sich mit der RNA-Synthese, befasste sich mit der Wirkung der Polyamine auf den Stoffwechsel und mit Pflanzenviren. Viele Arbeiten Cohens befassen sich mit vergleichender Biochemie und biochemischer Evolution.
Cohen gehörte zu den Herausgebern der wissenschaftlichen Fachzeitschriften Virology, Journal of Biological Chemistry und Bacteriological Reviews. Außerdem befasste sich Cohen mit Wissenschaftsgeschichte, insbesondere zu dem Chemiker Thomas Cooper.

## Auszeichnungen (Auswahl)
- 1945 Guggenheim-Stipendium[2]
- 1951 Eli Lilly and Company Research Award[3]
- 1952 E. Mead Johnson Award in Pediatric Research[4]
- 1955 Newcomb Cleveland Prize
- 1963 Mitglied der American Academy of Arts and Sciences[5]
- 1967 Mitglied der National Academy of Sciences
- 1967 Borden Award der American Association of Medical Colleges
- 1972 Ehrendoktorat der Université catholique de Louvain
- 1974 Passano Award[6]
- 1982 Guggenheim-Stipendium[2]
- 1982 Ehrendoktorat der Universität Kuopio
- 1984 Ehrenbürger von Montpellier